# Daria Stelmach
Daria Stelmach (ur. 12 listopada 1995) – polska koszykarka występująca na pozycjach rzucającej oraz niskiej skrzydłowej.

## Osiągnięcia
Stan na 2 października 2019.
Drużynowe
- Wicemistrzyni Polski:
  - 2019
  - juniorek starszych:
    - U–20 (2014)
    - U–22 (2015, 2017)

Indywidualne
- Zaliczona I składu mistrzostw Polski U–22 (2017)